# Jangov modul
Jangov modul elastičnosti ili samo modul elastičnosti predstavlja mjeru krutosti materijala i jednak je odnosu vučnog naprezanja i linijske vučne deformacije, u linearnom ili elastičnom dijelu dijagrama naprezanja. Krutost materijala je važna veličina pri određivanju stabilnosti i sigurnosti neke konstrukcije. Jangov modul elastičnosti vrijedi i za kompresiona naprezanja kod većine materijala:
{\displaystyle E\equiv {\frac {\mbox{vlačno naprezanje}}{\mbox{produženje}}}={\frac {\sigma }{\varepsilon }}={\frac {F/A_{0}}{\Delta L/L_{0}}}={\frac {FL_{0}}{A_{0}\Delta L}}}
gdje je:
 — Jangov modul elastičnosti;
 — sila koja produžava šipku ili štap;
 — početni poprečni presjek šipke ili štapa u mirovanju;
 — produženje šipke ili štapa;
 — početna dužina šipke ili štapa;
 — naprezanje u šipki ili štapu,
 — odnos produženja šipke ili štapa i njene dužine (bez dimenzije ili ΔL/Lo).
Jangov modul elastičnosti je nazvan prema britanskom naučniku Tomasu Jangu, iako je sam pojam razvio matematičar Leonard Ojler, a prvi je eksperimente izveo Italijan Đordano Rikati 1782, 25 godina prije Tomasa Janga.

## Primjena
Jangov modul elastičnosti može poslužiti da se izračuna produženje ili suženje nekog materijala, koji je pod uticajem neke spoljne sile. Da bi se tačno odredila promjena obima nekog krutog materijala, pod uticajem sile, potrebno je da se poznaju i još neka svojstva materijala, kao što je modul smicanja G, gustina ili Puasonov odnos υ.
Hukov zakon za elastične materijale je: 
{\displaystyle \sigma =E\varepsilon }
ili
{\displaystyle \Delta L={\frac {F}{EA}}L={\frac {\sigma }{E}}L}
gdje je: σ — naprezanje u šipki ili štapu (/), E — Jangov modul elastičnosti, ε — odnos produženja šipke ili štapa i njene dužine (bez dimenzije ili ΔL/L), L — dužina štapa, ΔL — produženje šipke ili štapa, F — sila koja produžava šipku ili štap (N), A — poprečni presjek šipke ili štapa (psi)
Hukov zakon vrijedi (do granice razvlačenja) za čelik, a može da posluži i za bakar, aluminijum i drvo). Za neke druge materijale vrijedi potencijalni Hukov zakon, koji je utvrđen na osnovu preciznih mjerenja:
gdje je: , n — za sivi liv n = 1,08 za izvlačenje i n = 1,04 za pritisak; za liveni cink, granit, beton vrijedi n = 1,14—1,16; za kožu i užad od konoplje  = 0,7.
Ukoliko je poznat Jangov modul elastičnosti za neki materijal, može se izračunati sila koja djeluje na njega, ako se izmjeri produženje ili suženje materijala:
{\displaystyle F={\frac {EA_{0}\Delta L}{L_{0}}}}
Na osnovu Hukovog zakona i Jangovog modula elastičnosti može se izračunati i konstanta opruge k:
{\displaystyle F=\left({\frac {EA_{0}}{L_{0}}}\right)\Delta L=kx}
gdje je:
{\displaystyle k={\begin{matrix}{\frac {EA_{0}}{L_{0}}}\end{matrix}}}
{\displaystyle x=\Delta L}
Ili potencijalna energija opruge:
{\displaystyle U_{e}=\int {kx}\,dx={\frac {1}{2}}kx^{2}}

### Odnosi između elastičnih konstanti
Za homogene izotropne materijale postoji jednostavan odnos između elastičnih konstanti (Jangov modul elastičnosti E, modul smicanja G, ukupni modul elastičnosti K i Puasonov odnos υ):
{\displaystyle E=2G(1+\nu )=3K(1-2\nu )}

## Vrijednosti Jangovog modula elastičnosti
Jangov modul elastičnosti se ispituje ponekad sa različitim metodima i uzorcima za ispitivanje, pa postoje male razlike u poređenju njihovih vrijednosti. 
| Materijal                                                  |            | /2 ()                   |
| ---------------------------------------------------------- | ---------- | ----------------------- |
| Guma (male deformacije)                                    | 0,01—0,1   | 1.500—15.000            |
|PTFE (Teflon)                                                   | 0,5        | 75.000                  |
| Polietilen male gustine                                    | 0,2        | 30.000                  |
| Polietilen velike gustine ()                               | 0,8        |                         |
| Polipropilen                                               | 1,5-2      | 217.000—290.000         |
| Proteinska ljuska virusa (kapsida)                         | 1—3        | 150.000—435.000         |
| Polietilentereftalat ili Dacron                            | 2—2,7      |                         |
| Polistiren                                                 | 3—3,5      | 435.000—505.000         |
| Najlon                                                     | 2—4        | 290.000—580.000         |
| Dvoatomne frustule (uglavnom silicijumova kiselina)        | 0,35—2,77  | 50.000—400.000          |
| Vlaknasti paneli srednje gustine                           | 4          | 580.000                 |
| Borovo drvo (uzduž vlakana)                                | 8,963      | 1.300.000               |
| Hrastovo drvo (uzduž vlakana)                              | 11         | 1.600.000               |
| Beton velike čvrstine                                      | 30         | 4.350.000               |
| Vlakna konoplje                                            | 35         |                         |
| Magnezijum metal ()                                        | 45         | 6.500.000               |
| Vlakna lana                                                | 58         |                         |
| Aluminijum                                                 | 69         | 10.000.000              |
| Vlakna koprive                                             | 87         |                         |
| Staklo                                                     | 50—90      |                         |
| Aramidna vlakna                                            | 70,5—112,4 |                         |
| Sedef na školjkašima (uglavnom kalcijum karbonat)          | 70         | 10.000.000              |
| Zubna gleđ (uglavnom kalcijum fosfat)                      | 83         | 12.000.000              |
| Mesing i bronza                                            | 100—125    | 17.000.000              |
| Titanijum (Ti)                                               |            | 16.000.000              |
| Titanijumova jedinjenja                                    | 105—120    | 15.000 000—17.500.000   |
| Bakar ()                                                   | 117        | 17.000.000              |
| Stakloplastika (70/30 težinski, uzduž vlakana)             | 40—45      | 5.800.000—6.500.000     |
| Poliesterska stakloplastika                                | 17,2       | 2.500.000               |
| Ugljenikova stakloplastika (50/50 težinski, uzduž vlakana) | 125—150    | 18.000.000—22.000.000   |
| Ugljenikova stakloplastika (70/30 težinski, uzduž vlakana) | 181        | 26.300.000              |
| Silicijum                                                  | 130—185    |                         |
| Kovano gvožđe                                              | 190—210    |                         |
| Čelik                                                      | 200        | 29.000.000              |
| Polikristalni itrijum-gvozdeni granati ()                  | 193        | 28.000.000              |
| Jednokristalni itrijum-gvozdeni granati ()                 | 200        | 30.000.000              |
| Berilijum ()                                               | 287        | 42.000.000              |
| Molibden ()                                                | 329        |                         |
| Volfram ()                                                 | 400—410    | 58.000.000—59.500.000   |
| Safir () uzduž ose                                         | 435        | 63.000.000              |
| Silicijum karbid ()                                        | 450        | 65.000.000              |
| Osmijum ()                                                 | 550        | 79.800.000              |
| Volfram karbid ()                                          | 450—650    | 65.000.000—94.000.000   |
| Jednozidne ugljenikove nanocijevi                          | 1000       | 145.000.000             |
| Grafen                                                     | 1000       |                         |
| Dijamant (C)                                                | 1220       | 150.000.000—175.000.000 |

## Literatura
- ASTM E 111, "Standard Test Method for Young's Modulus, Tangent Modulus, and Chord Modulus"
- The ASM Handbook (various volumes) contains Young's Modulus for various materials and information on calculations. Online version